# Bruant blanc
Plectrophenax hyperboreus
Espèce
Statut de conservation UICN

 LC  : Préoccupation mineure
Le Bruant blanc (Plectrophenax hyperboreus), pour lequel le nom normalisé de « Plectrophane blanc » a été proposé, est une espèce de passereaux appartenant à la famille des Calcariidae. Le Bruant blanc est très proche du Bruant des neiges. D'après le Congrès ornithologique international, c'est une espèce monotypique (non divisée en sous-espèces).

## Distribution
Le Bruant blanc niche sur deux îles de la Mer de Béring, l'Île Saint-Matthieu et l'île de Hall et passe l'hiver sur la côte ouest de l'Alaska. Le nombre total de Bruants blancs est estimé à 6 000. Même s'il n'est pas menacé directement, il serait donc particulièrement vulnérable à une éventuelle introduction de rats, de renards ou de mustélidés, ou à une éventuelle montée des eaux en raison du changement climatique.